# Hamad Ndikumana
Hamad Ndikumana (Quigali, 5 de outubro de 1978 – Quigali, 15 de novembro de 2017) foi um lateral-direito e esquerdo do futebol ruandês. Jogou pelo Omonia do Chipre.